# Monolepta terminata
Monolepta terminata es una especie de insecto coleóptero de la familia Chrysomelidae.
Fue descrita científicamente en 1830 por Guerin.